# 韋世康
韋世康（531年—597年10月9日），京兆郡杜陵县（今陕西省西安市长安区）人，出自京兆韦氏逍遥公房，北魏、西魏、北周、隋朝官员。

## 生平
韦世康出身隴右著姓，幼而沈敏，在北魏，年10歲，州辟主簿，弱冠為直寢，封漢安縣公，娶西魏文帝元宝炬女襄乐公主，授儀同三司。後入北周，自典祠下大夫，歷沔、硤二州刺史，從周武帝宇文邕滅齊，授司州總管長史，韦世康綏撫百姓。歲餘，入為民部中大夫，進位上開府，轉司會中大夫。大象2年（580年）6月，尉遲迥起兵山東，丞相楊堅憂之，以汾、絳舊為周、齊交界之地，除韦世康絳州刺史。在州有惠政，嘗慨然有辭官退隱之志，諸弟以事恐難遂，乃止。
隋朝建立后，韦世康在开皇元年二月甲子（581年3月4日）出任禮部尚書，不久進爵上庸郡公。开皇元年十二月甲申（582年1月18日）改任吏部尚书。開皇4年（584年）丁母憂去職，未幾，命復行視事，世康固請守制以終，不允。在吏部任內，選用平允，請託不行。開皇7年（587年）將伐陳，拜襄州刺史，坐事免官。开皇九年二月丁酉（589年2月23日），韦世康从襄州总管调任安州总管。开皇九年闰四月甲子（589年5月21日），韦世康转任信州总管。开皇十三年正月己未（593年2月24日），韦世康回朝出任吏部尚书。韦世康前後十餘年間，多所進拔，朝稱廉平。後因侍宴，世康再拜陳讓乞退，文帝曰：「縱令筋骨衰謝，猶屈公臥治一隅。」开皇十五年冬十月戊子（595年11月10日），韦世康外任荆州总管。，時海內唯置四大總管，并、揚、益三州皆親王臨統，獨荊州委於世康，時以為美。开皇十七年八月丁卯（597年10月9日），韦世康在荆州去世，虚岁六十七。文帝聞而痛惜，贈大將軍，谥号文。
韦世康个性孝顺父母友爱兄弟，一开始各个弟弟都是官位尊贵，只有只有小弟弟韦约仕途不畅，兄弟们一起将父亲留下的田宅全部给了韦约，世人称赞韦世康的情义。

## 家庭

### 曾祖
- 韦真憙，北魏馮翊郡、扶風郡二郡太守

### 祖父
- 韦旭，北魏右将军、南豳州刺史

### 父亲
- 韦夐，隱居不仕，北魏、北周二代，十徵不出，號為逍遙公

### 兄弟
- 韦洸，隋朝柱国、广州总管、襄阳敬公
- 韦瓘，北周使持节、车骑大将军、仪同三司、隋州刺史、建安县子
- 韦艺，隋朝上大将军、营州总管、魏兴怀公
- 韦冲，隋朝开府、民部尚书、义丰县侯
- 韦约，隋朝太子洗马、仪同、观城公

### 夫人
- 襄乐公主，西魏文帝元宝炬之女

### 子女
- 韦福子，隋朝司隶别驾
- 韦福嗣，隋朝內史舍人
- 韦福奖，隋朝通事舍人
- 韦士彦[13]
- 韦氏，嫁隋朝上开府仪同三司、使持节、总管荆复硖鄀鄂岳沣朗辰九州诸军事、荆州刺史、上明恭公杨纪[14]

## 延伸阅读
[在维基数据编辑]
 《隋書·卷47》，出自魏徵《隋书》
 《北史·卷064》，出自李延壽《北史》